# Нурзаде, Али Гайыб оглы
Нурзаде Али Гайыб оглы (род. 10 января 1948, Биджо, Ахсуйский район) — Актер азербайджанского театра, Народный артист Азербайджанской Республики (2019 г.), доцент Азербайджанского государственного университета культуры и искусств, индивидуальный стипендиат Президента Азербайджанской Республики (с 2021 г.).

## Жизнь и деятельность
Нурзаде Али Гайыб оглы родился 10 января 1948 года в селе Биджо Агсунского района. Одиннадцатый класс средней школы окончил в 1965 году в родном селе. В том же году он успешно сдал экзамен и поступил на факультет промышленной экономики Азербайджанского государственного института народного хозяйства. В 1968 году его перевели на первый курс актерского факультета Азербайджанского государственного художественного института имени Мирзаги Алиева. Преподавателями искусств были народный артист, режиссер и актер Рза Тахмасиб, режиссер Алигейдар Алекперов и Азизага Гулиев. В 1972 году окончил актерский факультет драмы и кино Азербайджанского государственного художественного института имени М. А. Алиева.
1 сентября того же года был направлен в Сумгаитский государственный драматический театр имени Гусейна Араблинского, с мая 1973 года по июнь 1974 года служил на военной службе, а после возвращения снова начал работать актером в театре. С 30 декабря 1982 года по 10 февраля 1986 года наряду с актерской деятельностью занимал и должность директора театра. В Сумгаитском государственном драматическом театре актер сыграл следующие роли: Бахрам («Бледные цветы», Дж. Джаббарлы), Таргелди («Мужской мужчина», Анар), Ибад («Алмаз», Дж. Джаббарлы), Рустам («Верный Серии», Дж. Джаббарлы), Шихлинский («Весь Восток должен знать», Н.Гасанзаде), Гаратай («Афат», Г.Джавид), Октай Елоглу («Огтай Елоглу», Дж. Джаббарлы) и другие.
20 сентября 1986 года приказом Министерства культуры Азербайджанской Республики Али Нурзаде был переведен из Сумгаита в Баку в Академический национальный драматический театр в качестве актера вместе с Сиявушем Асланом и стал членом этой труппы. На сцене театра он сыграл следующие роли: Ширзад («Шейх Хиябани», И.Эфендиев), Низами Гянджеви («Атабейлар», Н.Гасанзаде), Насими («Фариад», Б.Вагабзаде), М. Ф. Ахундов («Мир без меня»), Мустафа («Звезда, или Покорение Эдирне», Дж. Джаббарлы), Шафиев («Люди мира сего», Хидаят), Кара Хаган («Меч, который рубит сами», Б.Вагабзаде), Гаджи Гасан («Мертвые», Джалил Мамедгулузаде), Балоглан («Алмаз», Джафар Джаббарлы), Нияз («Яшар», Джафар Джаббарлы).
Али Нурзаде играл в следующих сериалах: «Мансур и Ситара» (Мансур), «Гость из воспоминаний» (Мансур), «Сердце — плохая вещь» (Аждар), «Беглый Сулейман» (Беглый Сулейман) и др.

## Награды
- Заслуженный артист Азербайджанской Республики — 24 декабря 2002 года
- Народный артист Азербайджанской Республики — 29 октября 2019 года
- Награда Президента Азербайджанской Республики — 9 мая 2018 года,[2] 10 мая 2019 года,[3] 7 мая 2020 года.[4]
- Индивидуальная стипендия Президента Азербайджанской Республики — 7 мая 2021 года.[5]

## Фильмография
1. Мансур и Ситара (фильм, 1977) — Мансур
2. Ждите знака с моря (фильм, 1986)
3. Забытый человек (фильм, 1987) — надзиратель
4. Беглец Сулейман (фильм, 1994) — Беглец Сулейман
5. Выстрелы статуй (фильм, 2002) — Наваб
6. Сожженные мосты (фильм, 2007) — мужчина в ресторане
7. Джавад Хан (фильм, 2009) — албанский священник.
8. Сердце — злая штука… (фильм, 1992) — Дракон
9. Гость из воспоминаний — Мансур

## Источник
Nurzadə Əli (Əli Nur)